# Owston Ferry
Owston Ferry è un villaggio e parrocchia civile dell'Inghilterra, appartenente alla contea del Lincolnshire.